# Diecezja Bagamoyo
Diecezja Bagamoyo (łac. Diœcesis Bagamoyensis) – diecezja rzymskokatolicka w Tanzanii stanowiąca część metropolii Dar-es-Salaam.

## Historia
Diecezja została utworzona 7 marca 2025 z części terytorium archidiecezji Dar-es-Salaam i diecezji Morogoro.

## Główne świątynie
- Katedra: Katedra Niepokalanego Serca Maryi w Bagamoyo

## Biskupi diecezjalni
- Stephano Musomba OSA (nominat)